# 阿瑟·艾罗尔特
阿瑟·艾罗尔特（英語：Arthur Ayrault，1935年1月21日—1990年2月24日），美国前男子赛艇运动员。他曾代表美国参加1956年和1960年夏季奥林匹克运动会赛艇比赛，获得二枚金牌。